# 19 Leporis
19 Leporis är en röd jätte och halvregelbunden variabel (SR) i Harens stjärnbild.
Stjärnan varierar mellan fotografisk magnitud +5,33 och 5,42 med en period som inte är fastställd.   19 Leporis befinner sig på ett avstånd av ungefär 840 ljusår.